# جيروم بي. شافي
جيروم بي. شافي هو سياسي أمريكي، ولد في 17 أبريل 1825 في مقاطعة نياغرا في الولايات المتحدة، وتوفي في 9 مارس 1886 في نورث سالم في الولايات المتحدة. نشط حزبياً في الحزب الجمهوري. وقد انتخب عضو مجلس الشيوخ الأمريكي ‏ عن دائرة Colorado Class 3 senate seat ‏ وقد انضم خلال فترته النيابية ‏ (4 مارس 1877 – 4 مارس 1879) للكتلة البرلمانية الحزب الجمهوري وانتخب عضو مجلس الشيوخ الأمريكي ‏ عن دائرة Colorado Class 3 senate seat ‏ وقد انضم خلال فترته النيابية ‏ (15 نوفمبر 1876 – 4 مارس 1877) للكتلة البرلمانية الحزب الجمهوري وانتخب عضو مجلس الشيوخ الأمريكي ‏.